# Musée du Sahara de Douz
Le musée du Sahara de Douz (arabe : متحف الصحراء بدوز) est un musée tunisien situé dans la ville de Douz.
Inauguré en 1997, il est consacré au patrimoine matériel et immatériel de la population qui habite cette région de la Tunisie entre le Grand Erg oriental et la bordure méridionale du Chott el-Jérid, mais aussi à la faune et à la flore du Sahara.
Le visiteur de ce musée a l'occasion d'avoir une idée sur :
- les techniques de tatouage et les tatouages codés pour le visage des femmes ;
- les techniques de marquage des chameaux ;
- les bijoux et les vêtements traditionnels ;
- la faune et la flore du Sahara.